# Mazda Kiyora Concept
O Mazda Kiyora é um protótipo apresentado pela Mazda na edição de 2008 do Paris Motor Show. A grande atração da Mazda para o Salão de Paris não será um modelo de série. O protótipo Kiyora é um modelo compacto urbano, que deve antecipar os novos rumos da marca no segmento.
"Kiyora", em japonês, significa "limpo e puro" e, segundo a Mazda, representa a harmonia entre o prazer de dirigir e a segurança e a responsabilidade ambiental. Seu design foi desenvolvido centro de estilo da marca em Oberursel deve ser a base do futuro Mazda 1 e rivalizar com modelos como o Volkswagen Up e o Toyota iQ.
Equipado com motor de quatro cilindros e injeção direta de combustível, ele conta com o sistema "smart idle stop", que desliga o motor quando o veículo pára, em um semáforo, por exemplo, e o religa quando o motorista toca novamente o acelerador.
Seu design dá continuidade à série de conceitos inspirados na filosofia Nagare, com linhas fluidas, que sugerem movimentos de elementos da natureza, sem que haja uma linha reta em toda sua carroceria, nem mesmo nas lanternas ou nos raios da roda.